# Kinga Polská
Svatá Kinga Polská (maďarsky Kinga nebo Kunigunda, polsky Kinga nebo Kunegunda; 5. března 1234 (Estergom - Ostřihom) – 24. července 1292 (Stary Sącz) byla polská kněžna z dynastie Arpádovců.

## Život

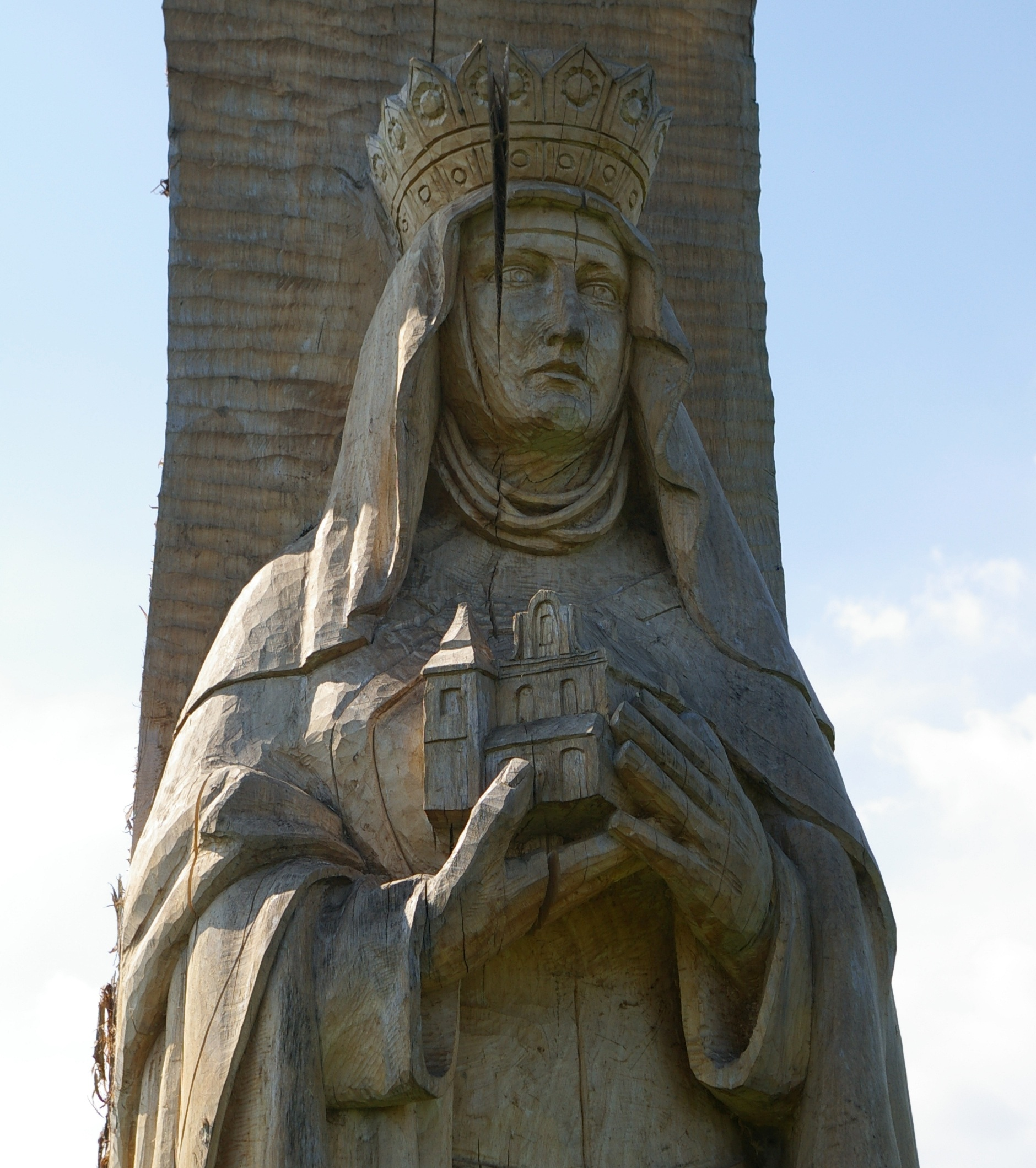
Svatá Kinga jako zakladatelka

Byla jednou z mnoha dcer uherského krále Bély IV. a Marie, dcery nikájského císaře Theodora I. Laskarise, a stejně jako další dvě sestry Markéta a Jolanta byla nábožensky založená. Již od dětství byla zasnoubena s Boleslavem, synem knížete Leška Bílého z malopolské linie Piastovců. Svatba se konala roku 1239.
Novomanželé složili slib čistoty po vzoru Boleslavovy sestry Salomeny a pár tak zůstal bezdětný. Po manželově skonu roku 1279 založila Kinga klášter klarisek a o třináct let později v něm také jako klariska zemřela. Bylo jí 58 let.
Kanonizoval ji papež sv. Jan Pavel II. roku 1999.